# Кунькова
Кунькова (пол. Kunkowa) — лемківське село у сучасній Польщі, у гміні Устя-Горлицьке Горлицького повіту Малопольського воєводства. Населення — 134 особи (2011).

## Розташування
Лежить над потоком Прислупянка — правої притоки Ропи.

## Історія
Перша згадка походить з 1345 року серед маєтностей Гладишів, з 1599 р. була у власності Потоцьких після купівлі «околиць Климківських» Яном Потоцьким.
В 1785 р. Ліщини і Кунькова належали до парохії Климківка. В 1855 р. утворено з Ліщин, Білянки і Кунькової окрему парохію.
До 1945 р. в селі була греко-католицька церква парохії Ліщини Горлицького деканату, метричні книги велися з 1785 року
До виселення українців у селі було чисто лемківське населення: з 270 жителів — усі 270 українці. В селі була москвофільська читальня імені Качковського.
Після Другої світової війни Лемківщина, попри сподівання лемків на входження в УРСР, була віддана Польщі, а корінне українське населення примусово-добровільно вивозилося в СРСР. Згодом, у період між 1945 і 1947 роками, у цьому районі тривала боротьба між підрозділами УПА проти радянських і польських і  військ. Тих 195 українців, хто вижив, 10 і 16 червня 1947 року під час операції Вісла були депортовані на понімецькі землі Польщі або ув'язнені в концтаборі Явожно, натомість заселено поляків. Після 1956 р. частина лемків повернулася, а число поляків зменшилося (до 42 в 1960 р.).
У 1975-1998 роках село належало до Новосондецького воєводства.

## Сучасність
Після виселення українців і знелюднення місцевості територія колишнього села Ліщини приєднана до села Кунькової і тепер є його частиною (присілком).
В селі проживає і працює Стефан Гладик — один з очільників Об'єднання лемків.

## Демографія
Демографічна структура станом на 31 березня 2011 року:
|          | Загалом | Допрацездатний вік | Працездатний вік | Постпрацездатний вік |
| -------- | ------- | ------------------ | ---------------- | -------------------- |
| Чоловіки | 70      | 8                  | 52               | 10                   |
| Жінки    | 64      | 5                  | 33               | 26                   |
| Разом    | 134     | 13                 | 85               | 36                   |

## Пам'ятки
Об'єкти, перераховані в реєстрі пам'яток Малопольського воєводства:
- В селі є дерев'яна колишня греко-католицька церква св. Луки 1868 р., з 2009 р. передана у власність православній громаді.